# Jesús Giles Sánchez
Jesús Giles Sánchez (Cuernavaca, Morelos; 9 de junio de 1961-Cuernavaca; 15 de abril de 2012) fue un psicólogo y político mexicano, miembro del Partido Acción Nacional, que fue presidente municipal de Cuernavaca y diputado federal y local del estado de Morelos.

## Biografía
Jesús Giles Sánchez fue licenciado en psicología. Se desempeñó como director general de empresas como Desarrollo Empresaria Mexicano, A. C. y Adiem S. P. Coparmex y fue durante varios periodos consejero estatal del PAN en Morelos. En 1997 el alcalde de Cuernavaca Sergio Estrada Cajigal lo nombró como su secretario particular, desempeñando el cargo hasta 2000 en que fue elegido regidor del ayuntamiento de la misma ciudad. Fue elegido diputado local por el distrito electoral local 3 de Morelos a la XLIX Legislatura del Congreso del Estado de Morelos de 2003 a 2006. Sin embargo, solicitó licencia el 20 de abril de 2004 al ser nombrado Secretario General de Gobierno del estado por el ahora gobernador Sergio Estrada Cajigal. En 2006 ganó como candidato del PAN la elección a presidente municipal de Cuernavaca, cargo que concluyó en 2009; este último año fue elegido diputado federal a la LXI Legislatura por la vía plurinominal, en la Cámara de Diputados fue secretario de la comisión de Desarrollo Social, e integrante de las de Fortalecimiento al Federalismo y de Medio Ambiente y Recursos Naturales.
Pretendió buscar la candidatura del PAN para la gubernatura de Morelos en las elecciones de 2012, pero un padecimiento de cáncer se lo impidió, enfermedad de la que falleció el 15 de abril del mismo año.